# Lực đàn hồi
Lực đàn hồi là lực sinh ra khi vật đàn hồi bị biến dạng. Chẳng hạn, lực gây ra bởi một lò xo khi nó bị nén lại hoặc kéo giãn ra. Lực đàn hồi có xu hướng chống lại nguyên nhân sinh ra nó. Tức là nó có xu hướng đưa vật trở lại trạng thái ban đầu khi chưa bị biến dạng.
Độ lớn của lực đàn hồi, khi biến dạng trong giới hạn đàn hồi, có thể được xác định gần đúng theo định luật Hooke:
{\displaystyle F_{\text{đh}}=k|\Delta l|}
trong đó {\displaystyle {\ce {\Delta l}}} là độ biến dạng và {\displaystyle {\ce {k}}} là hệ số đàn hồi (hay độ cứng) của vật. Định luật này chính xác với những vật dụng như lò xo. Với những vật thể như miếng cao su hay chất dẻo thì sự phụ thuộc giữa lực đàn hồi vào biến dạng có thể phức tạp hơn.
Lực đàn hồi là tương tác giữa các phân tử hay nguyên tử, tức là lực điện từ giữa các electron và proton bên trong vật đàn hồi.

## Giới hạn đàn hồi
Khi độ biến dạng lớn đến một giá trị nào đó thì lực đàn hồi không xuất hiện nữa và ta gọi giá trị này là giới hạn đàn hồi, nếu vượt quá mức giới hạn đàn hồi đó, lúc đó vật bị biến dạng sẽ không thể trở về được hình dạng ban đầu, sau khi không chịu được tác động làm biến dạng.
1/ Lực đàn hồi
Biến dạng đàn hồi là những biến dạng có khả năng khôi phục lại hình dạng ban đầu khi chưa có lực tác dụng vào. Lực xuất hiện khi vật bị biến dạng có tác dụng khôi phục lại hình dạng ban đầu gọi là lực đàn hồi. Lực đàn hồi có điểm đặt vào vật bị biến dạng, cùng phương, ngược chiều có độ lớn bằng độ lớn của lực tác dụng tại thời điểm xuất hiện. Khi lực tác dụng vào vật quá lớn vật mất khả năng khôi phục lại hình dạng ban đầu ta nói lực tác dụng vượt qua giới hạn đàn hồi của vật liệu. Lực đàn hồi của lo xo xuất hiện ở cả hai đầu của lò xo và tác dụng vào vật tiếp xúc với nó làm biến dạng.
2/ Lực đàn hồi của lò xo:
Một lò xo treo thẳng đứng khối lượng không đáng kể, chiều dài ban đầu của lò xo khi chưa biến dạng là lo; Treo vào lò xo một vật nặng có khối lượng m khi đó chiều dài của lò xo là l. Độ biến dạng của lò xo là Δl=l - lo
Treo thêm các quả nặng có khối lượng giống nhau người ta nhận thấy rằng ứng với vật có khối lượng m lò xo biến dạng một đoạn là Δl; khi khối lượng của vật treo là 2m thì lò xo biến dạng một đoạn là 2Δl …
Gia tốc trọng trường là không đổi, lực tác dụng vào lò xo là trọng lực P=mg, theo định luật III Newton ta có Fđh=P => độ lớn của lực đàn hồi tỉ lệ thuận với độ biến dạng Δl của lò xo. Tiến hành thí nghiệm tương tự với trường hợp lò xo bị nén.
Đặc điểm của lò xo là độ biến dạng của lò xo càng lớn thì lực đàn hồi càng lớn và ngược lại.
- Cách tính độ biến dạng của lò xo: l-lo.

- Trong đó: l là chiều dài khi biến dạng của lò xo và lo là chiều dài tự nhiên của lò xo.
Định luật Húc (Hooke): Trong giới hạn đàn hồi, lực đàn hồi của lò xo tỉ lệ thuận với độ biến dạng của lò xo
Biểu thức định luật Húc (Hooke)
Fđh=k|Δl|
Trong đó
- k: hệ số đàn hồi hay độ cứng của lò xo (N/m)
- Fđh: lực đàn hồi (N)
- Δl=l - lo: độ biến dạng của lò xo (m)
- Δl > 0: lò xo chịu biến dạng giãn
- Δl < 0: lò xo chịu biến dạng nén

3/ Lực đàn hồi của sợi dây (lực căng dây)
Khi một sợi dây bị kéo căng nó sẽ tác dụng lên hai vật gắn với đầu dây. Trong trường hợp này lực đàn hồi được gọi là lực căng dây. Lực căng dây có điểm đặt và hướng giống như lực đàn hồi.
4/ Chú ý
Đối với các mặt tiếp xúc bị biến dạng khi ép vào nhau thì lực đàn hồi có phương vuông góc với mặt tiếp xúc.

## Ứng dụng của lực đàn hồi
Lực đàn hồi là cơ sở để tạo ra lực kế và các cân lò xo. Nó còn được ứng dụng để xác định khối lượng ở trạng thái không trọng lượng.

một loại vật liệu chịu biến dạng đàn hồi uốn cong, lực đàn hồi có xu hướng lấy lại hình dạng ban đầu cho vật

Lò xo bị biến dạng đàn hồi nén, lực đàn hồi xuất hiện có xu hướng kéo giãn lò xo trở lại hình dạng ban đầu

- Một số ví dụ về biến dạng đàn hồi

## Xem Thêm
- Lực